# لوئیس پیر دیزین
لوئیس پیر دیزین (انگلیسی: Louis-Pierre Deseine; ۲۰ ژوئیهٔ ۱۷۴۹ – ۱۱ اکتبر ۱۸۲۲) مجسمه‌ساز اهل فرانسه بود.
وی همچنین برندهٔ جوایزی همچون جایزه بزرگ رم شده‌است.